# نور الدين العشيني القودجاني
نور الدين العشيني القدجاني (1903 - 14 أكتوبر 1978) كان عالمًا مسلمًا شيعيًّا إيرانيًّا، وهو داعية وخطيب مشهور من أصفهان، فقيه، ومحامي وأستاذ في حوزة أصفهان. كان إمامًا مشهورًا لصلاة الجماعة في مسجد السيد في أصفهان. كان من رجال الدين المحدثين ومن أوائل رجال الدين الذين درسوا القانون وأصبحوا محامين.

## الولادة
وُلد نور الدين العشيني القدجاني عام 1903 (1321 هـ ) في قرية عشين في مقاطعة نجف آباد، في محافظة أصفهان، في إيران. كان والده محمد حسين العشيني القديجاني. فنشأ في أسرة مهتمة في العلم والاجتهاد، وكان من بيت وُصف بالفضيلة والأخلاق، فتلقى تعليمه وإرشاده على يد والديه، ومهّد له هذا سُبل التقدم في المراحل اللاحقة. يذكر السيد مصلح الدين مهدوي (باحث ومؤرخ إيراني مشهور ) مسقط رأس نور الدين العشيني القدجاني في النجف.

### منظمة الشباب الإسلامي
نور الدين الأشني القديجاني، الذي كان معروفًا بين رجال الدين والعلماء بعلمه التنويري، والذي درس وبحث أيضًا في الفلسفة والفكر الغربي الحديث، كان لفترة من الوقت رئيسًا لمنظمة الشباب الإسلامي في أصفهان وتحدث إلى المثقفين والحداثيين. كما نُشرت له سلسلة من مقالاته في هذا الصدد في صحيفة طوفان (صحيفة تحليلية ونقدية في العصر القاجاري).

## الكتابات
لم يتوقف نور الدين عن الكتابة، على الرغم من عمله الاجتماعي وكثرة محاضراته ونشاطه الدعوي. وكان الجزء الأكبر من مؤلفاته في تفسير القرآن الكريم، لأنه اعتبر معرفة القرآن من أسمى العلوم، وخصص جهده الكبير في التعبير والكلام وفي تعليمه أو كتاباته لتفسير القرآن الكريم. وبشكل عام يمكن تقسيم أعماله المتبقية إلى خمسة مواضيع عامة:
1- التفسير
2- علم الكلام والأخلاق
3- الحكمة والتصوف
4- الحديث
5- مواضيع متفرقة.
وكل كتبه كانت باللغة الفارسية.

## الوفاة
توفي نور الدين العشيني القدجاني إثر نوبة قلبية في 14 تشرين الأول 1978 (12 ذو القعدة 1398 هـ)، ودُفن في " تكية كلبسي" (قبر ميرزا أبو المعالي الكلباسي) في مقبرة تخت فولاد بأصفهان بجوار قبر والده.

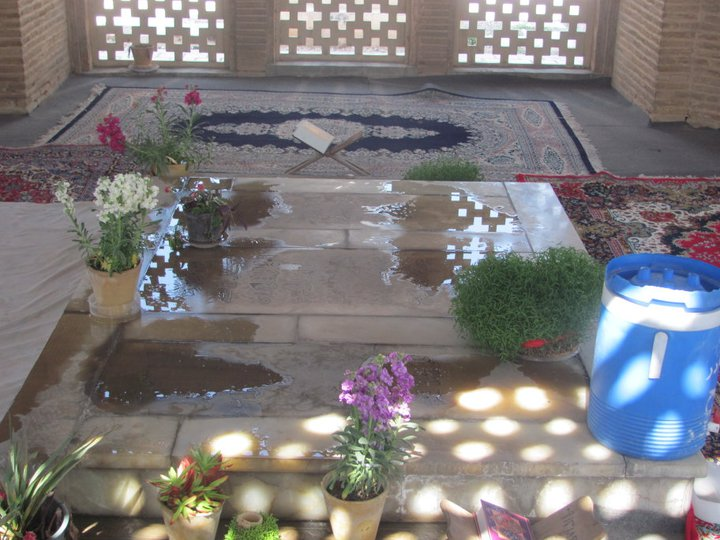
شواهد قبر نور الدين عشيني قدجاني ووالده محمد حسين العشيني القدجاني
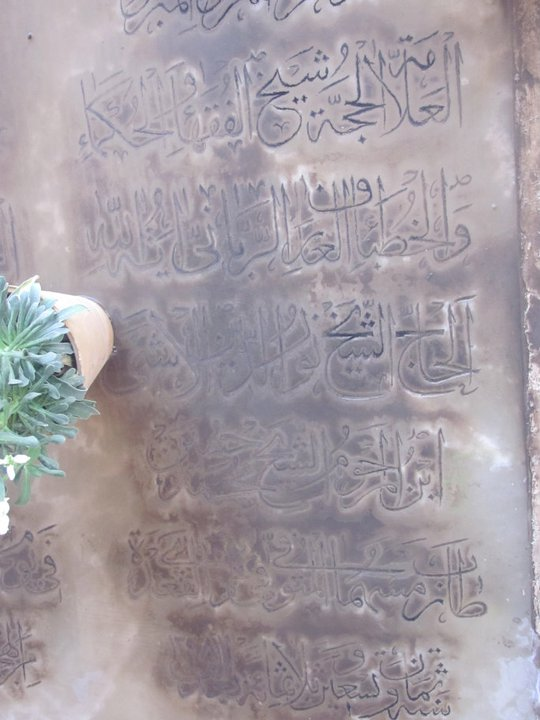
نقش شاهد قبر نور الدين عشيني قدجاني
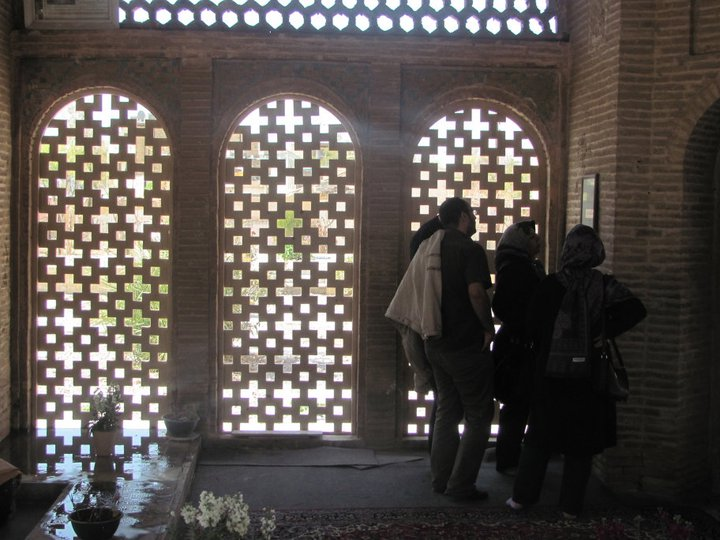
منظر داخلي لمقبرة نور الدين عشيني قدجاني
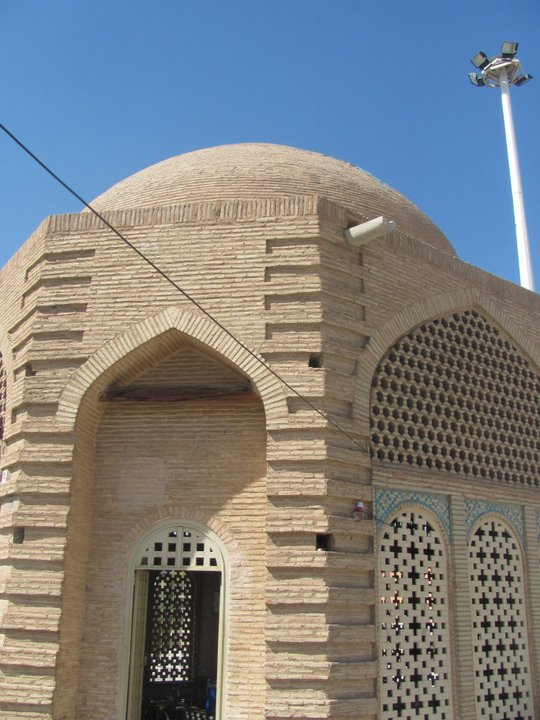
منظر خارجي لمقبرة نور الدين عشيني قدجاني في التكية الكلبسية
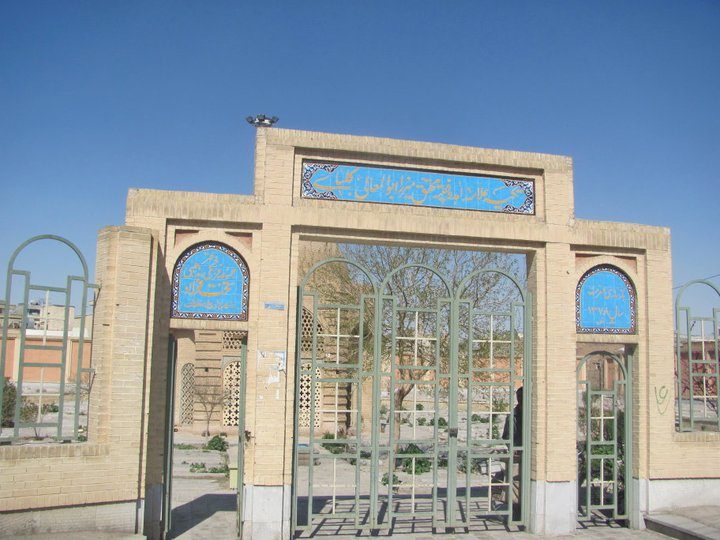
مدخل تكية كلباسي

## طالع أيضًا
- محمد حسين العشيني القدجاني
- هبة الدين الشهرستاني
- ميرزا جواد ملكي التبريزي
- عبد الكريم الخوئيني الزنجاني
- آغا ضياء الدين العراقي
- محمد جواد البلاغي
- علي أصغر المازندراني

## روابط خارجية
- صور نور الدين العشيني القدجاني